# 고성 옥천사 소장품
고성 옥천사 소장품(固城 玉泉寺 所藏品)은 대한민국 경상남도 고성군 옥천사에 있는 조선시대의 소장품이다. 1994년 7월 4일 경상남도의 유형문화재 제299호로 지정되었다.

## 개요
고성 옥천사에 소장되고 있는 총 110점의 유물이다.(원래 119점이었으나 지장보살도와 시왕도 등 9폭이 2010.12.21 보물로 승격되었다.)
소장품 중에는 크기가 가로 81cm, 세로 78cm인 법고가 있는데, 이것은 독경을 하거나 염불을 외울 때, 리듬을 맞추기 위해 사용하는 것이다. 삼존위목대는 가로 34.5cm, 세로 54.5cm 크기로, 구름과 용·봉황을 조각하여 채색하였다. 가로 103cm, 세로 152cm 의 규모를 하고 있는 시왕탱화는 불교의 시왕(十王)을 그려 액자나 족자 형태로 만든 불교그림으로, 벽에 걸 수 있게 되어 있다(2010.12.21 보물로 승격). 그 밖에 동제 향로와 집전 행사용 도구인 바라가 있고, 1981년에 제작된 신상탱화와 큰 나무로 만든 밥그릇이 있으며, 예불 행사용 불구인 굉소와 동제 밥그릇 등이 있다.
불교의 의식이나 행사를 이해하는 데 도움을 주는 유물들이다.

## 같이 보기
- 옥천사

## 참고 문헌
- 고성옥천사소장품 - 국가유산청 국가유산포털